# Vendenheim
Vendenheim is een gemeente in het Franse departement Bas-Rhin (regio Grand Est). De gemeente behoort tot het kanton Brumath in het arrondissement Strasbourg. Vendenheim telde op 1 januari 2022 6.005 inwoners.

## Geografie
De oppervlakte van Vendenheim bedroeg op 1 januari 2022 15,89 vierkante kilometer; de bevolkingsdichtheid was toen 377,9 inwoners per km². 

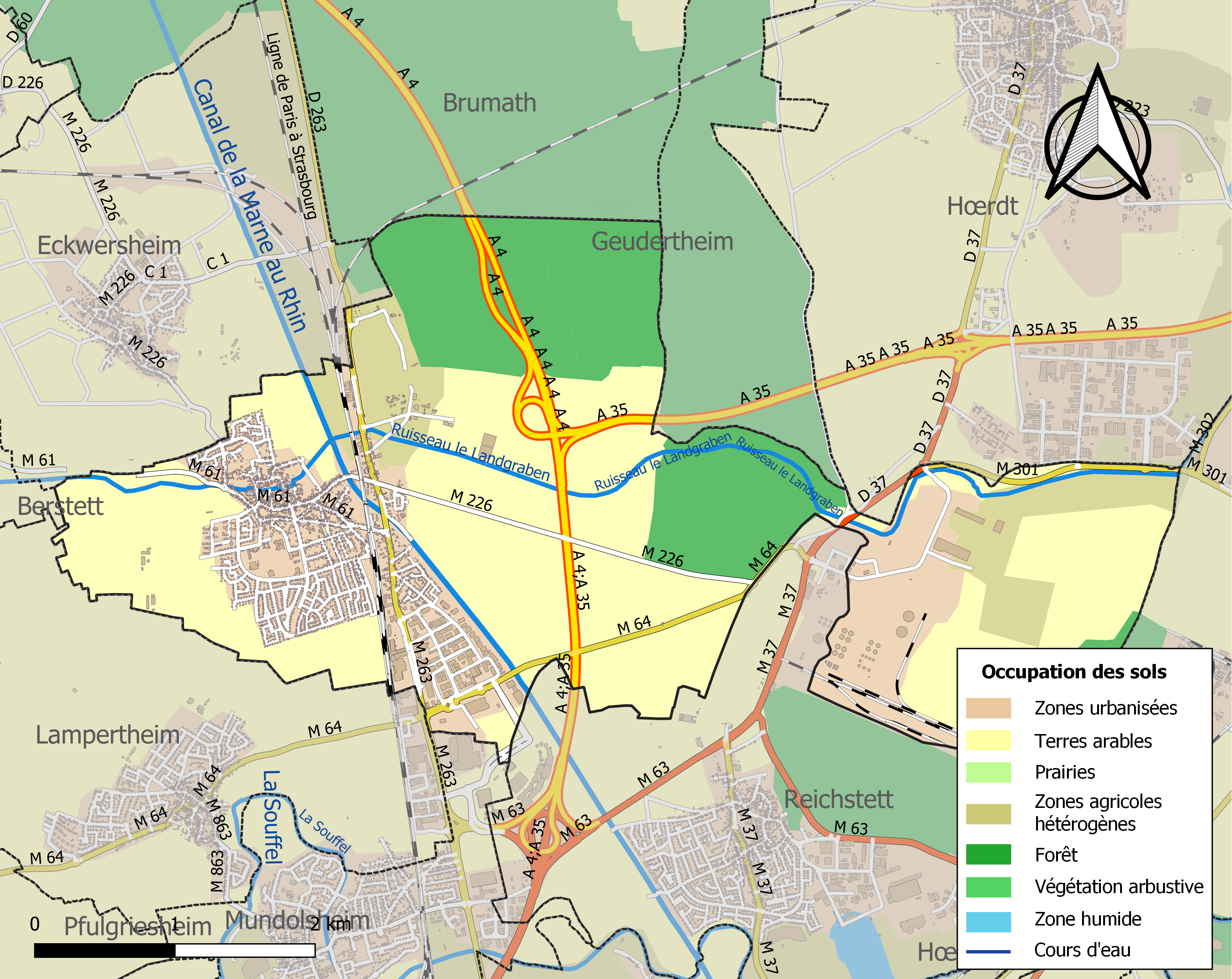
Kaart van de gemeente met de belangrijkste infrastructuur, bodemgebruik en omliggende gemeenten

## Demografie
Onderstaande figuur toont het verloop van het inwonertal (bron: INSEE-tellingen).

## Verkeer en vervoer
In de gemeente staat het spoorwegstation Vendenheim.

## Afbeeldingen

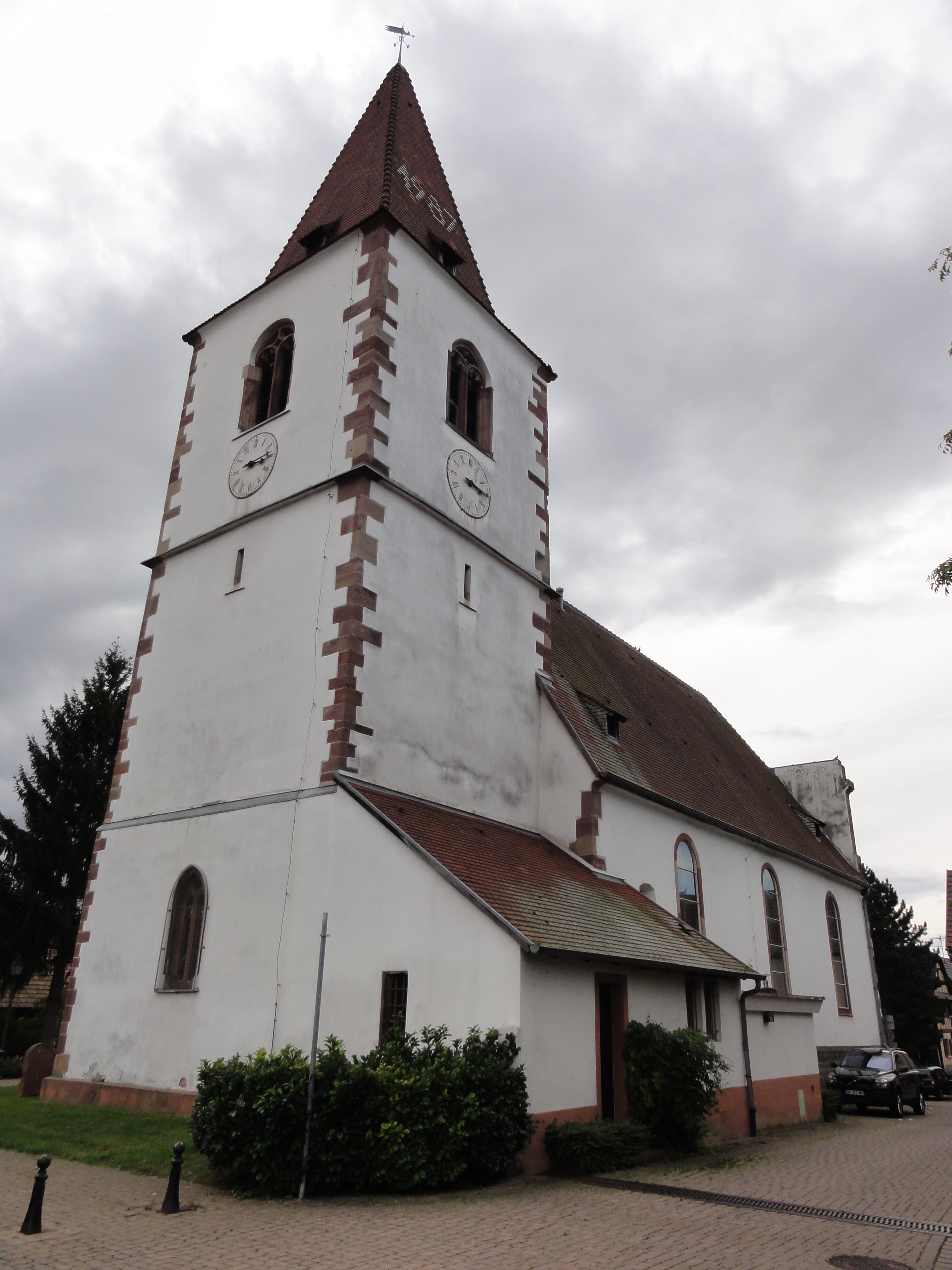
Protestantse kerk in Vendenheim
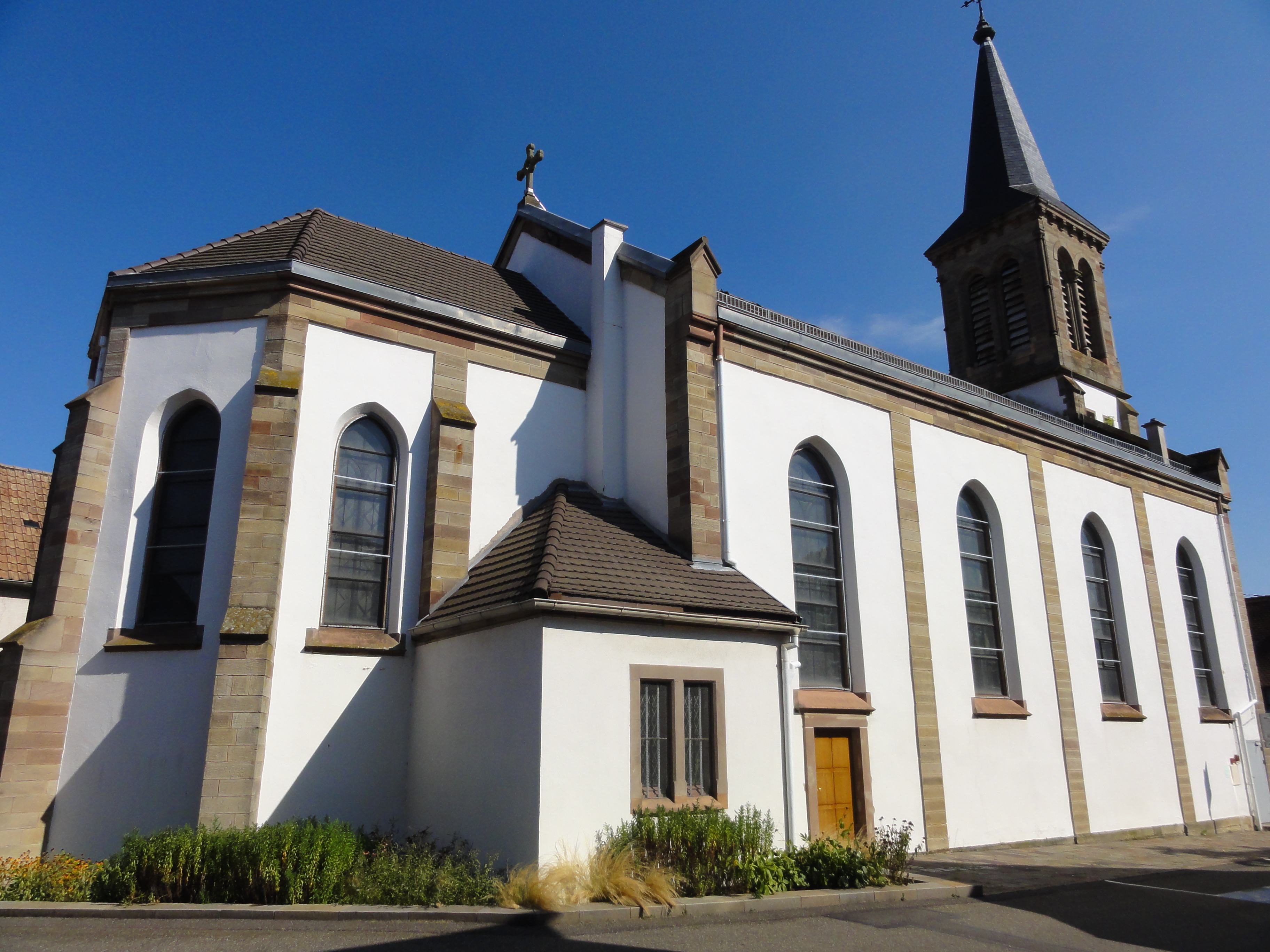
Sint-Lambertuskerk in Vendenheim
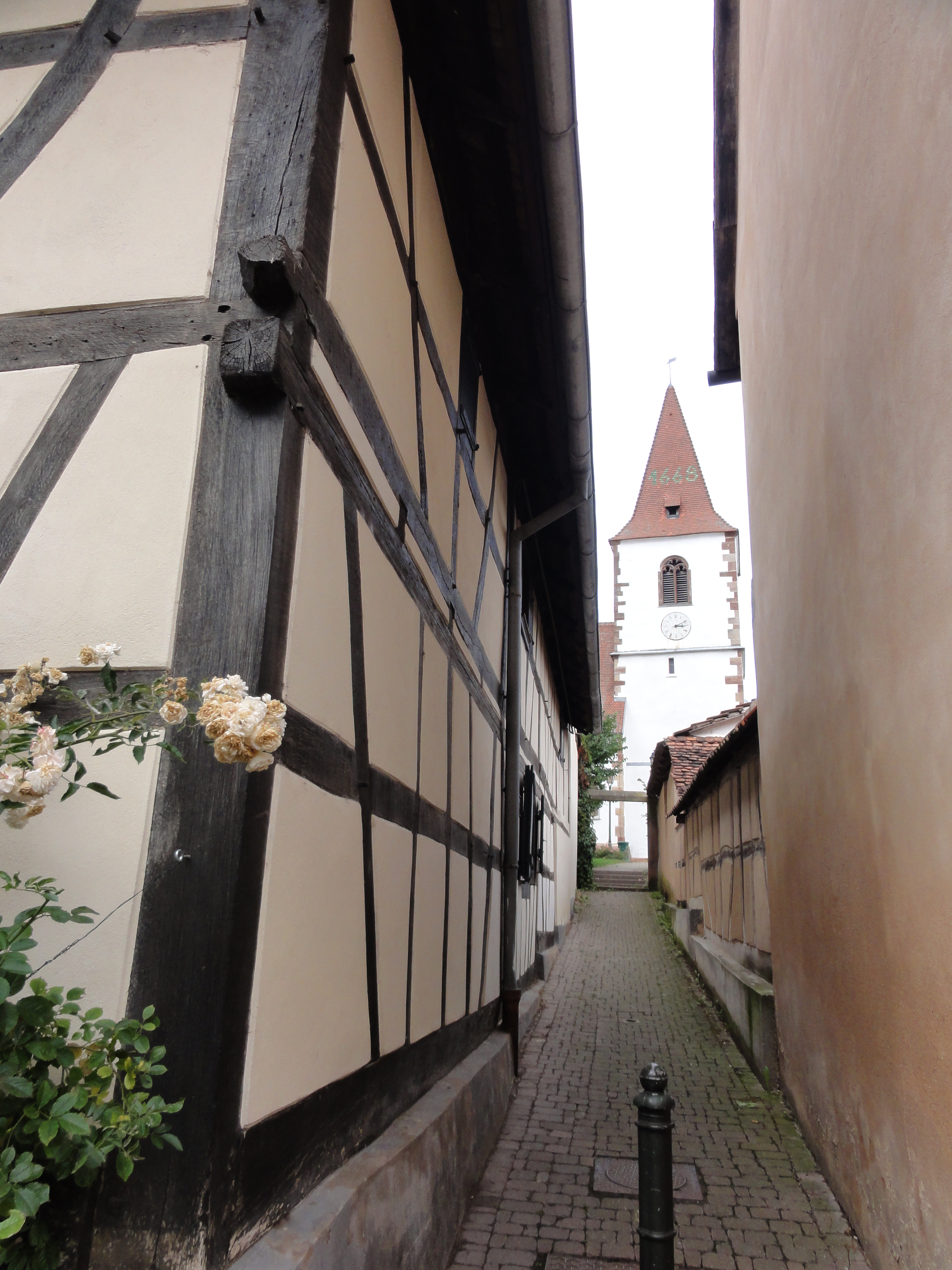
Vakwerkhuis met doorkijkje richting de Protestante kerk
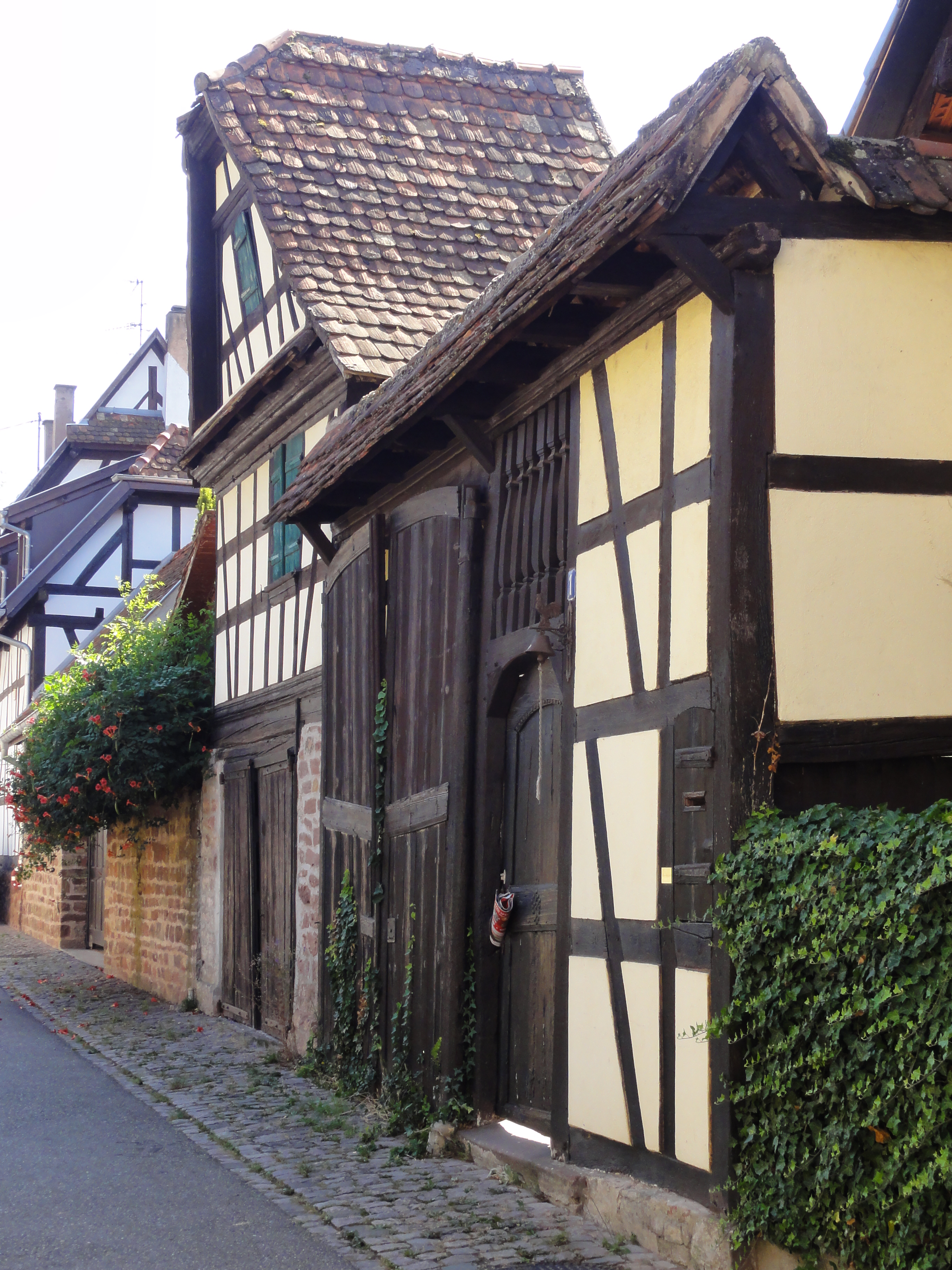
Historische vakwerkboerderij
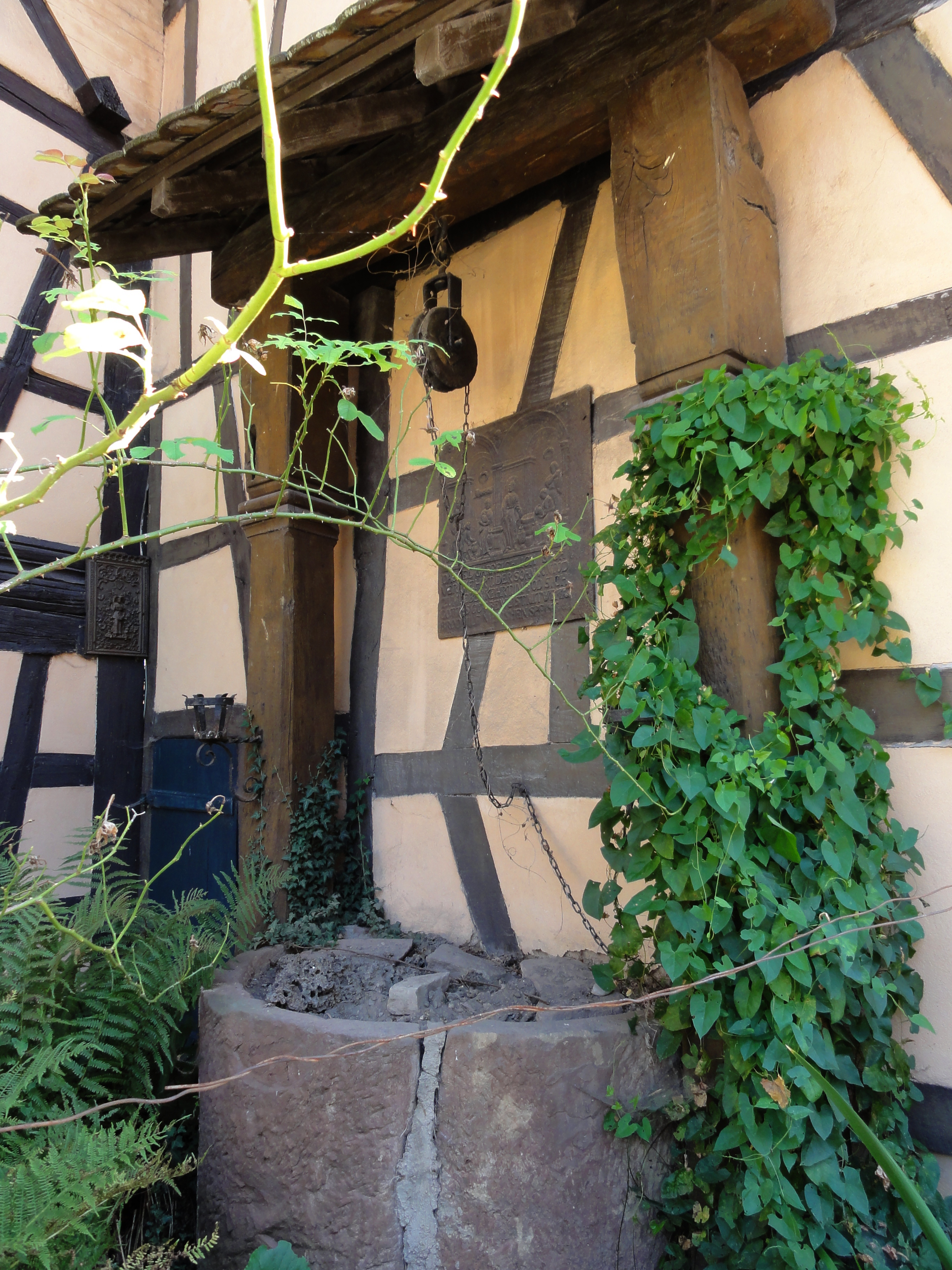
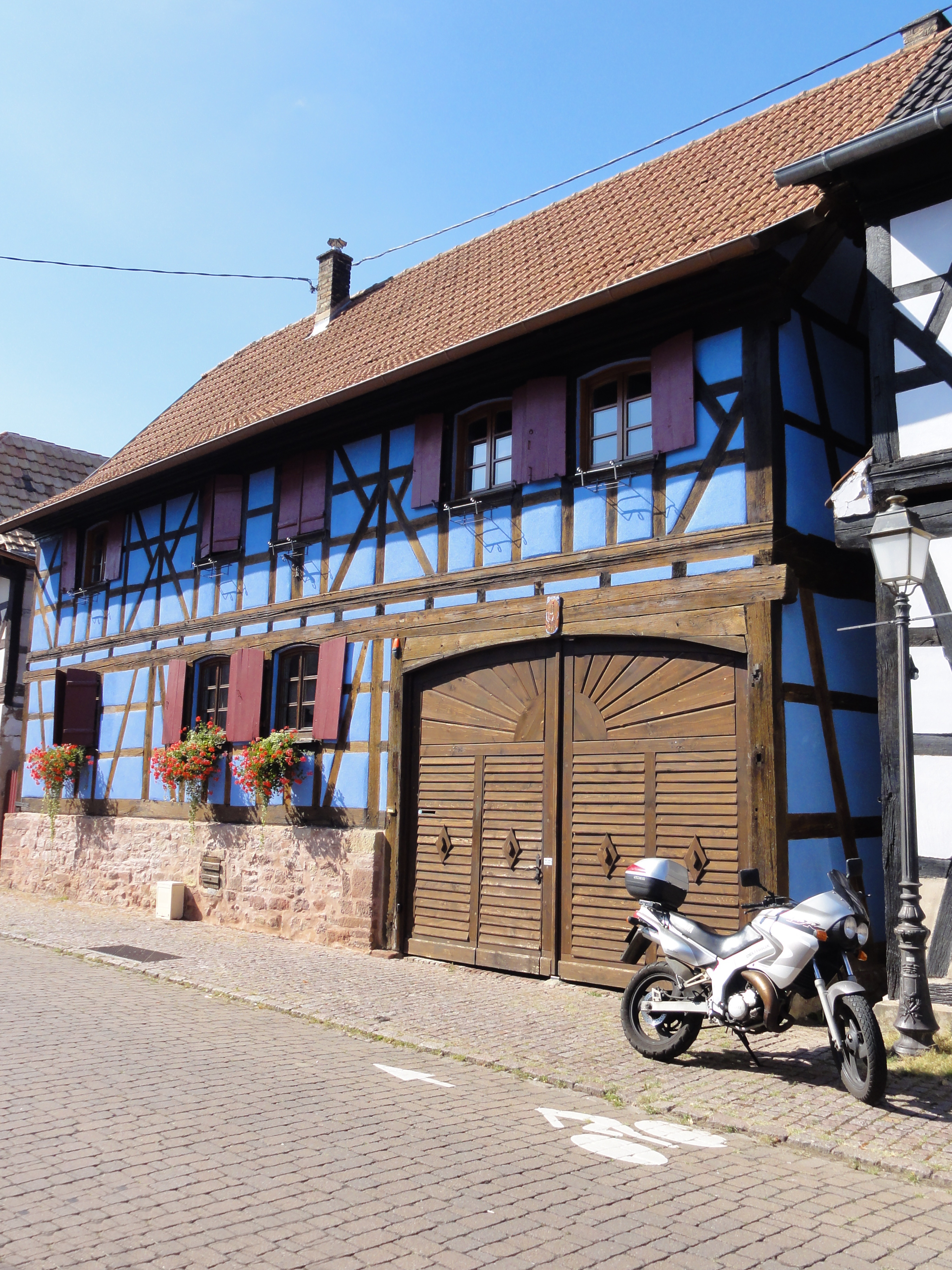
Blauwe Boerderij
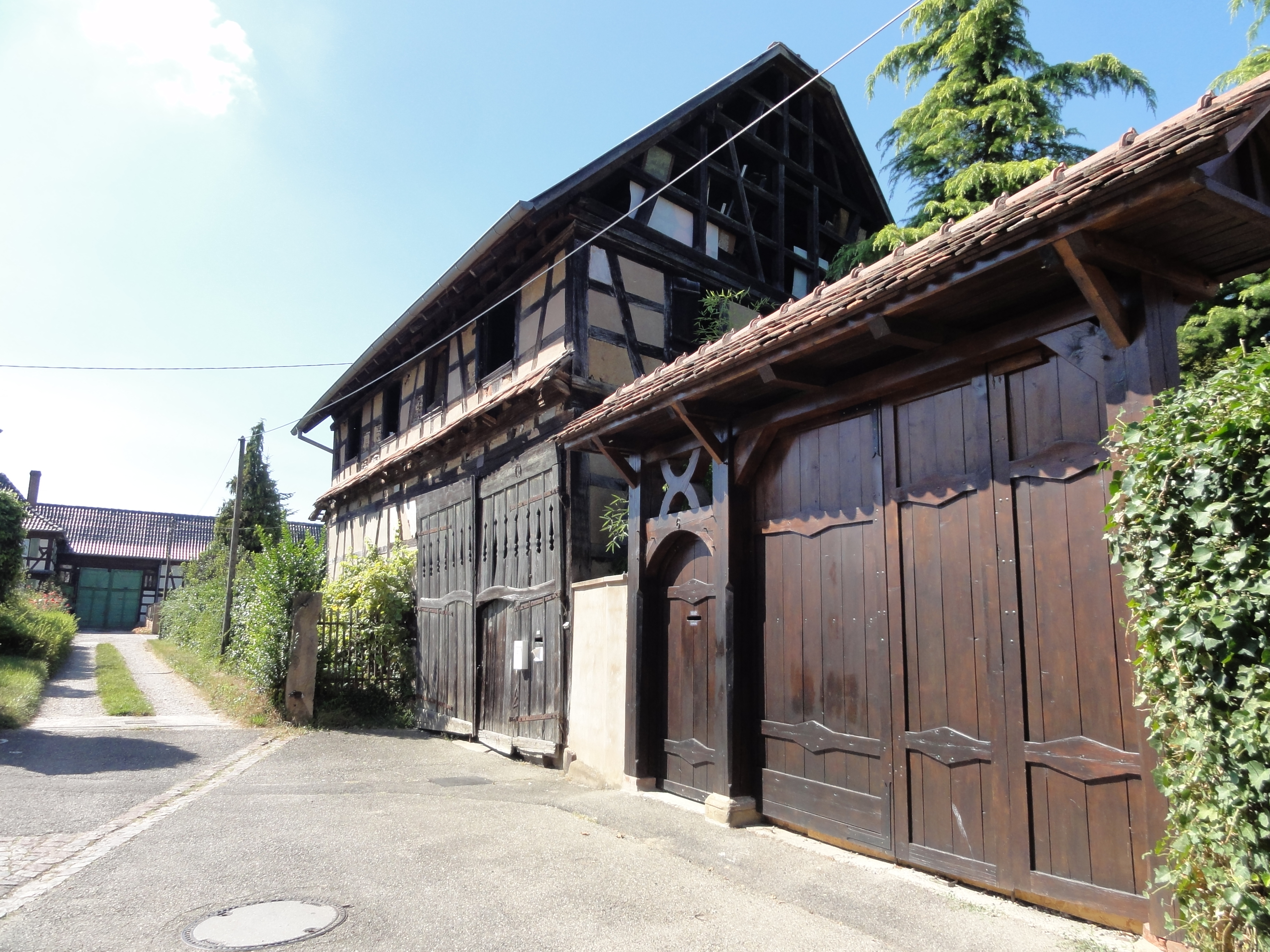
Boerderijen in Vendenheim
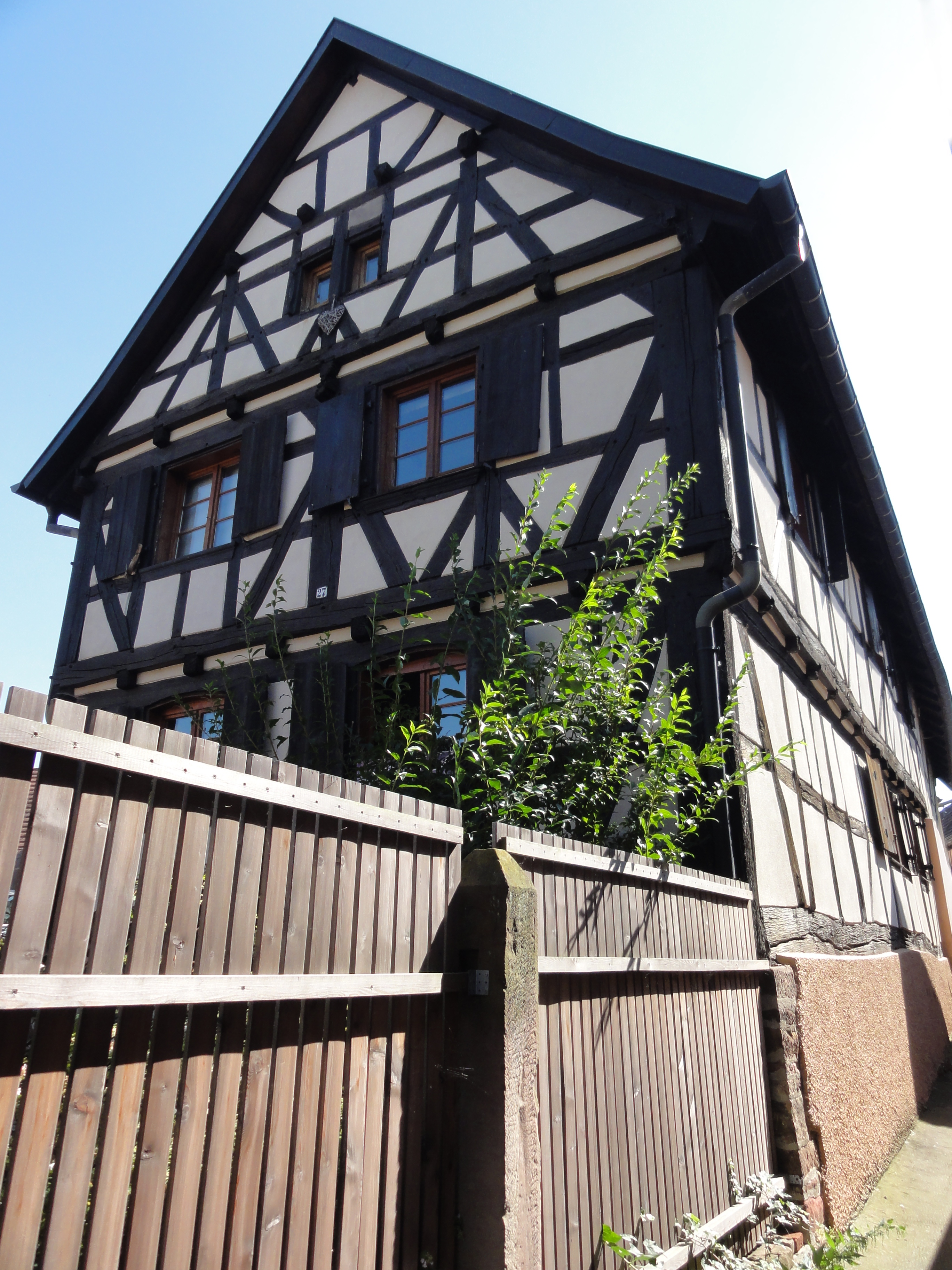
Vakwerkhuis uit de renaissance
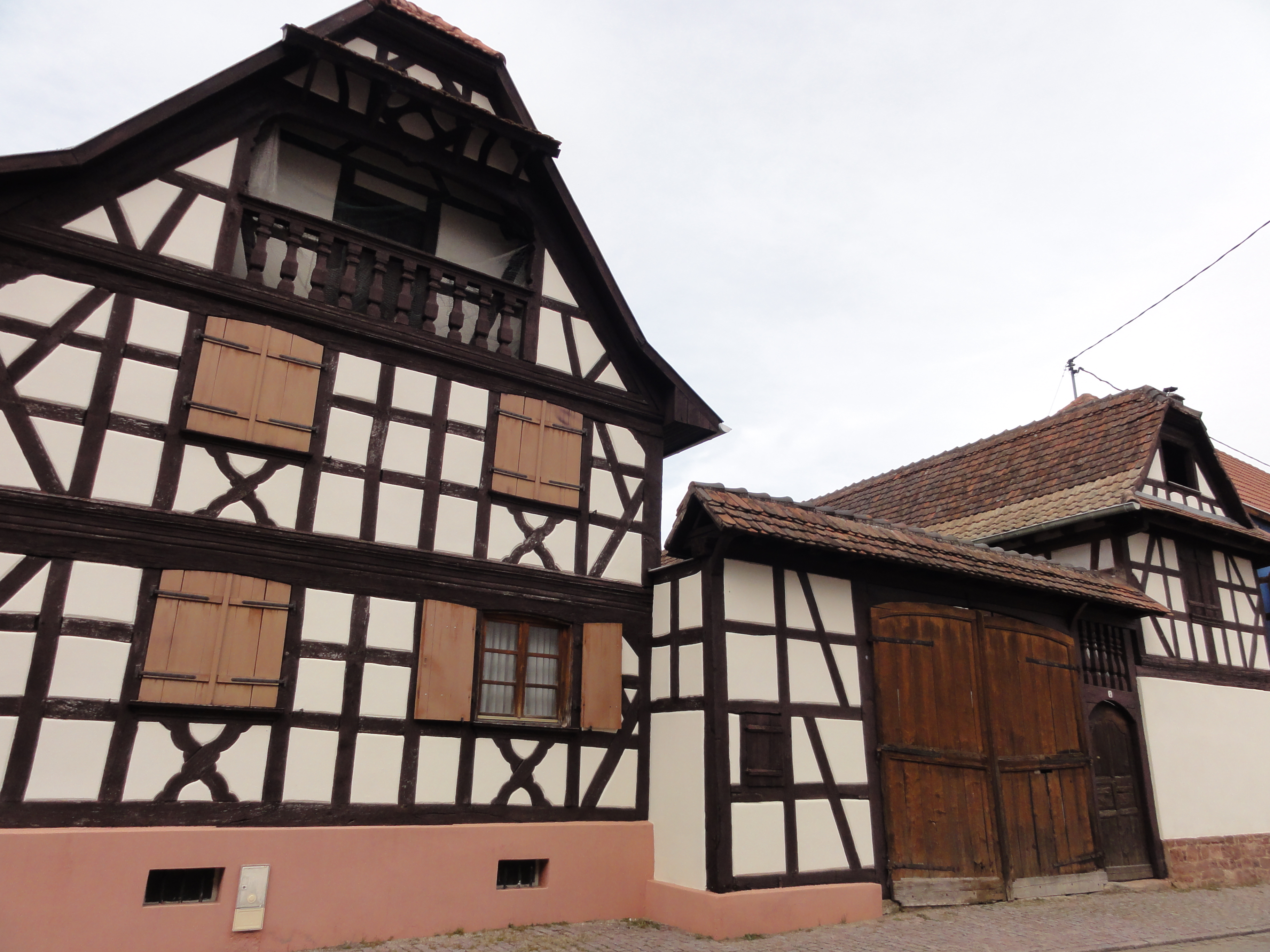
Vakwerkboerderijen met loggia's
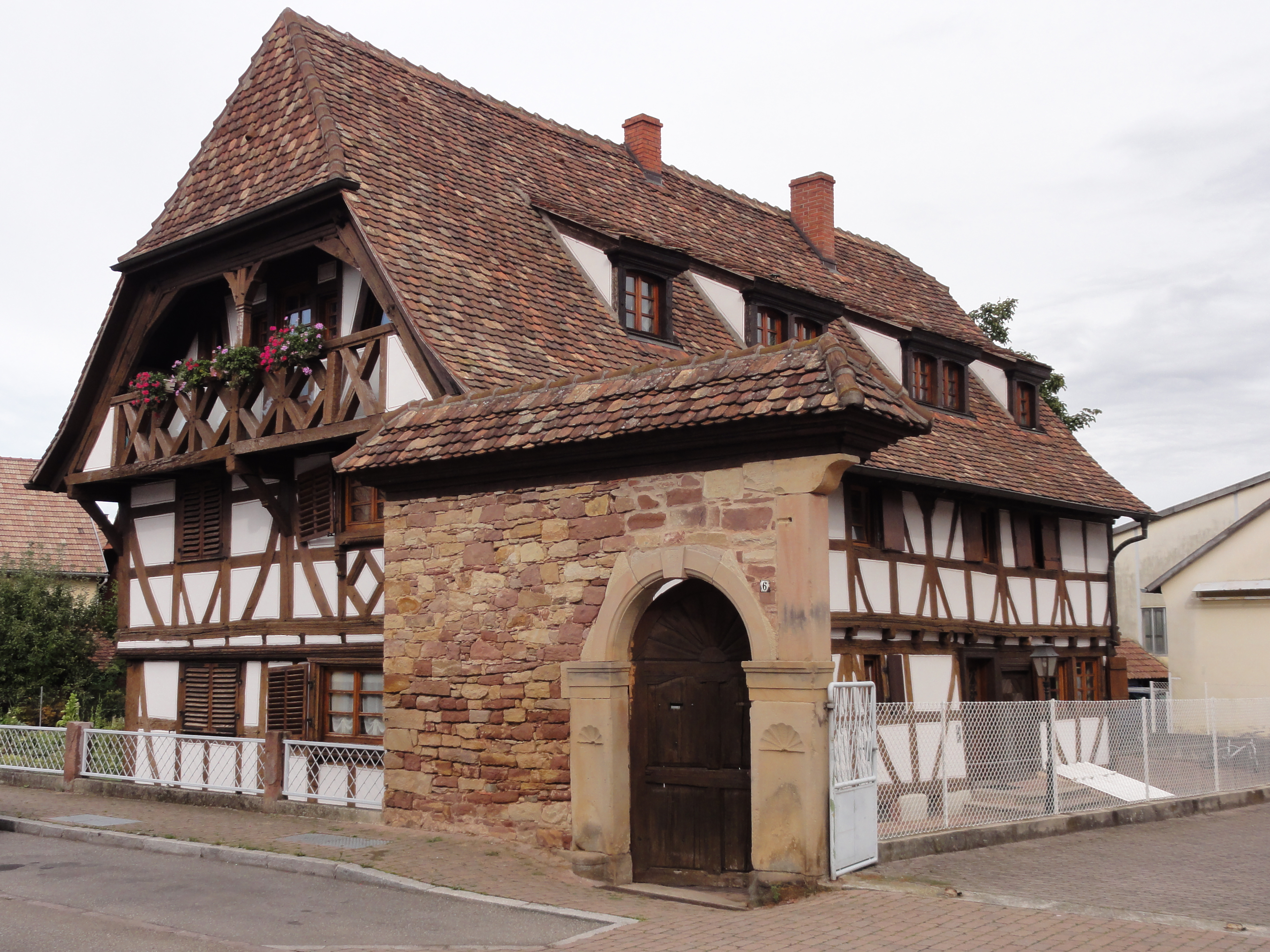
Vakwerkboerderij met een portaal uit de 18e eeuw